# Плужников, Константин Ильич
Константин Ильич Плу́жников (род. 15 апреля 1941, Батуми, Аджарская АССР, ГССР, СССР) — советский и российский оперный певец. Заслуженный артист РСФСР (1978). Народный артист РСФСР (1983).

## Биография
Первоначальное музыкальное образование Константин Плужников получил в музыкальном училище родного города Батуми. В 1963 году он поступил в Ленинградскую консерваторию в класс профессора Е. Г. Ольховского и успешно окончил учёбу в 1969 году.
В 1968 году, ещё студентом четвёртого курса, Константин Плужников завоевал звание лауреата на Всесоюзном конкурсе имени М. И. Глинки, где было отмечено прекрасное исполнение им романсов М. И. Глинки. В том же году он был принят в Малый театр оперы и балета. Первыми большими работами артиста стали Князь в опере А. С. Даргомыжского «Русалка». Молодой цыган в «Алеко» С. В. Рахманинова, Бенвенуто Челлини в одноимённой опере Г. Берлиоза. Следующими значительными творческими удачами певца стали партии Водемона в «Иоланте» П. И. Чайковского и Герцога в опере Дж. Верди «Риголетто», требующие от исполнителя вокальной свободы и сценического опыта.
В 1970 году на Международном конкурсе вокалистов имени Энеску Константин Плужников был удостоен серебряной медали и звания лауреата. Этот успех во многом определил творческую судьбу молодого вокалиста — он был принят в труппу Театра оперы и балета имени С. М. Кирова, ныне Мариинский театр.
Одной из любимых ролей артиста стала роль мечтательного Вертера в лирической опере Массне.
Среди известных партий, исполненных певцом, роль принца Тамино в опере Моцарта «Волшебная флейта», заглавная партия в «Фаусте» Гуно, партии Альфреда в «Травиате» Верди, Эдгара в опере Доницетти «Лючия ди Ламмермур», Ленского в «Евгении Онегине», боярина Ивана Лыкова в «Царской невесте», вещего певца Баяна в опере Глинки «Руслан и Людмила», царевича Абесалома в опере Палиашвили «Абесалом и Этери», Манилова в опере Родиона Щедрина «Мёртвые души» и многие другие.
В 1972 году на Международном конкурсе исполнителей в Женеве он одержал блестящую победу, завоевав золотую медаль.
Константин Плужников часто выступал и в Большом зале Ленинградской филармонии, являясь солистом в таких монументальных симфонических произведениях как «Торжественная месса» Бетховена, «Реквием» Моцарта, «Страсти по Иоанну» и «Страсти по Матфею» Иоганна Баха, «Реквием» Верди, «Осуждение Фауста» Берлиоза, месса «Глория» Пуччини.
Вместе со своим партнёром и помощником, пианисткой Еленой Матусовской, Плужников выступал во многих залах с сольными концертами, разнообразными программами романсов, итальянских и русских народных песен.
За заслуги в области музыкального искусства Константину Ильичу Плужникову было присвоено почётное звание заслуженного артиста РСФСР.
С 1979 года Плужников работал преподавателем ЛГК имени Н. А. Римского-Корсакова (с 1985 года доцент).
В 1983 году Константину Ильичу Плужникову было присвоено почётное звание народного артиста РСФСР.
Гастролировал самостоятельно и с труппой Мариинского театра в Италии, Германии, Испании, Франции, Шотландии, Финляндии, Израиле, США, Австрии, Голландии, Японии и других.
С 1998 года — директор «Академии молодых певцов» Мариинского театра.
В 2005 году стал совместно с заместителем председателя Союза театральных деятелей РФ Андреем Юрьевичем Толубеевым учредителем Фонда поддержки музыкального, театрального и художественного развития — «Центр Современного искусства».
Женат на бывшей артистке балета. Дочь Ксения постоянно проживающая в США. Внук Александр.

## Дискография
- «Еврейские песни» Шостаковича и «Скрипка Ротшильда» Флейшмана (Голландский симфонический оркестр, дирижёр Г. Рождественский) — BMG.
- Романсы Алябьева, Варламова, Гурилева, романсы Прокофьева, романсы Бородина и др.
- Н.А.Римский-Корсаков - "Кащей Бессмертный": Кащей Бессмертный - К.Плужников / Царевна - М.Шагуч / Кащеевна - Л.Дядькова / Иван Королевич - А.Гергалов / Буря-Богатырь - А.Морозов / Хор и оркестр Мариинского театра, дир. Валерий Гергиев, 1995. Decca (ранее Philips)
- М.П.Мусоргский - "Хованщина": Иван Хованский - Булат Минжилкиев,  Андрей Хованский - Владимир Галузин,  Василий Голицын - Алексей Стеблянко, Марфа - Ольга Бородина, Шакловитый - Валерий Алексеев, Эмма - Елена Прокина, Подьячий - Константин Плужников, Сусанна - Евгения Целовальник, Кузька - Николай Гассиев, Первый стрелец - Евгений Федотов, Второй стрелец - Григорий Карасев. Хор и оркестр Мариинского театра, дир. Валерий Гергиев, 1992. Decca (ранее Philips)
- М.П.Мусоргский - "Борис Годунов" (две редакции М.П.Мусоргского на 5 дисках в издании Philips, в переиздании Decca только 2-я редакция М.П.Мусоргского на 3 дисках). Редакция 1869 года - Борис Годунов – Николай Путилин, Федор – Злата Булычова, Ксения – Ольга Трифонова, Мамка Ксении – Евгения Гороховская, Шуйский – Константин Плужников, Андрей Щелкалов – Василий Герело, Пимен – Николай Охотников, Григорий Отрепьев – Виктор Луцюк, Варлаам – Федор Кузнецов,  Мисаил – Николай Гассиев, Хозяйка корчмы – Любовь Соколова, Юродивый – Евгений Акимов, Никитич – Григорий Карасев, Боярин – Юрий Лаптев. Редакция 1872 года - Борис Годунов – Владимир Ванеев, Федор – Злата Булычова,Ксения – Ольга Трифонова, Мамка Ксении – Евгения Гороховская, Шуйский – Константин Плужников, Андрей Щелкалов – Василий Герело, Пимен – Николай Охотников, Григорий Отрепьев – Владимир Галузин, Марина Мнишек – Ольга Бородина, Рангони – Евгений Никитин, Варлаам – Федор Кузнецов, Мисаил – Николай Гассиев, Хозяйка корчмы – Любовь Соколова, Юродивый – Евгений Акимов, Никитич – Григорий Карасев, Митюха – Евгений Никитин, Боярин – Юрий Лаптев,Боярин Хрущов – Юрий Шикалов, Лавицкий – Андрей Карабанов, Черниковский – Юрий Лаптев. Хор и оркестр Мариинского театра, дир. Валерий Гергиев, 1998. Decca (ранее Philips)

## Книги
- «Механика пения» (3 издания)
- «Вокальные воззрения семьи Гарсиа»
- «Дмитрий Смирнов»
- «Николай Иванов» — итальянский тенор
- «Блудный сын — Сергей Дягилев»
- «Анджелина Бозио — пьемонтская ласточка»